# District de Banská Štiavnica
Le district de Banská Štiavnica est un des 79 districts de Slovaquie. Il est situé dans la région de Banská Bystrica.

## Liste des communes

### Ville
Banská Štiavnica

### Villages
Banská Belá, Banský Studenec, Baďan, Beluj, Dekýš, Ilija, Kozelník, Močiar, Podhorie, Počúvadlo, Prenčov, Svätý Anton,  Štiavnické Bane, Vysoká